# Evtropij
Evtropij (latinsko Evtropivs) je bil uradni zgodovinar Rimskega cesarstva, ki je ustvarjal v letih 363–387. Njegova knjiga Breviarium Historiae Romanae (Skrajšana rimska zgodovina) povzema dogodke od ustanovitve Rima v 8. stoletju pr. n. št. do avtorjevega obdobja. Kasnejše generacije so ga cenile zaradi jasnih opisov in sloga pisanja, zato se lahko Breviarij uporablja kot dopolnilo obsežnejšim rimskim zgodovinskim besedilom, ki so se ohranila v fragmentarnem stanju.

## Življenje
Poreklo in rojstni kraj Evtropija sta sporna. Nekateri poznavalci trdijo, da je bil rojen v Burdigali (Bordeaux) in se ukvarjal z medicino. Drugi, predvsem Harold W. Bird, so te trditve zavrnili kot zelo malo verjetne. Evtropij je v drugih virih omenjen kot 'Italijan' in naj bi imel posestva v Aziji. Razen tega je  njegovo ime grško, zato je malo verjetno, da bi prihajal iz Galije. Zmeda je nastala zaradi njegovega imena, ki je bilo v pozni antiki zelo priljubljeno. Skoraj zagotovo je bil pogan in je tak ostal tudi pod krščanskimi nasledniki cesarja Julijana.
Služboval je kot državni tajnik (magister memoriae) v Konstantinoplu. Cesarja Julijana Odpadnika (vladal 361–363) je spremljal na pohodu proti Partom leta 363. Živel je vsaj do vladavine cesarja Valensa (vladal 364–378), kateremu je posvetil Breviarij rimske zgodovine.
Evtropij bi lahko bil Evtropij, ki je bil prokonzul (guverner) Azije leta 371 in 372. Lahko bi bil tudi pretorijanski prefekt Ilirskih provinc leta 380 in 381 in morda konzul leta 387.

## Delo
Njegov Povzetek rimske zgodovine (Breviarium Historiae Romanae) je kratek opis rimske zgodovine od ustanovitve Rima do kratke vladavine cesarja Jovijana, zbran v desetih poglavjih. Podatki so skrbno zbrani iz najbolj zanesljivih razpoložljivih virov. Delo je napisano v jasnem in preprostem slogu in na splošno nepristransko. Sporočilo knjige je jasno: Rimljani vedno premagajo svoje težave. Ta tema je postala še posebej pomembna po bitki pri Odrinu  med cesarjema Konstantinom I. in Licinijem I. leta 324. Evtropij je poudaril pomen senata, ki je bil  verjetno skriven nasvet cesarju Valensu. Za republikansko obdobje Rima se je naslanjal predvsem na Livija, za cesarsko pa na Svetonija in zdaj izgubljeno Enmannsche Kaisergeschichte. Za zadnje obdobje je verjetno uporabil svoje osebne izkušnje. Dejstvo, da se delo konča z vladavino Jovijana, pomeni, da je bilo napisano v času vladavine Valentinijana I. ali Valensa. Če je bilo res tako, je  bilo delo napisano v letih  364-378.

## Zapuščina
Vrednost Evtropijevega Povzetka kot takega je majhna, vendar včasih zapolni vrzeli v bolj verodostojnih virih. Za zgodovinarje je še posebej koristen zaradi opisa prve punske vojne, saj  za to obdobje ni preživel noben izvod izvirnih Livijevih knjig.
Njegov slog in metodologijo so veliko uporabljali poznejši rimski kronisti, zlasti v razširjenih izdajah Pavla Diakona in Landolfa Sagaxa.  Oba avtorja sta prepisala izvirno besedilo in ga nadaljevala do vladavine Justinijana I. Velikega oziroma Leona V. Armenca. Povzetek str v grščino prevedla  Peanij okoli leta 380 in Kapito Licij v 6. stoletju. Slednji prevod se je ohranil skoraj v celoti.
Čeprav Evtropijev slog vsebuje nekaj posebnosti, je bil Povzezek zaradi preprostega sloga dolgo priljubljena osnovna latinska šolska knjiga. Leta 1879 je H. Droysen sestavil znanstveno izdajo, ki je vsebovala grško izdajo Kapita Licija  in razširjeni latinski izdaji Pavla Diakona in Landolfa.  Obstajajo tudi številne druge izdaje in prevodi.